# نخل آسای جنگلی
نخل آسای جنگلی (نام علمی: Euterpe precatoria) نام یک گونه از تیره نخل است که بومی برزیل می‌باشند. این درخت دارای یک ساقه اصلی به طول حدود ۲۰ متر و قطر ۱۵ تا ۳۰ سانتیمتر می‌باشد و فاقد شاخه‌های فرعی است.